# Letale Injektion
Als Hinrichtung durch die Giftspritze oder auch letale Injektion bezeichnet man eine Form der Vollstreckung der Todesstrafe, bei der dem Verurteilten ein tödliches Gift oder Medikamente in letaler Dosis injiziert werden. Sie wird seit den 1980er Jahren in zunehmendem Maße eingesetzt und soll als so genannte „humane“ Form der Hinrichtung an die Stelle des elektrischen Stuhls, des Galgens, der Erschießung, der Gaskammer und anderer Methoden treten. Sie wurde zuerst in den Vereinigten Staaten eingeführt und wird hauptsächlich dort angewandt.

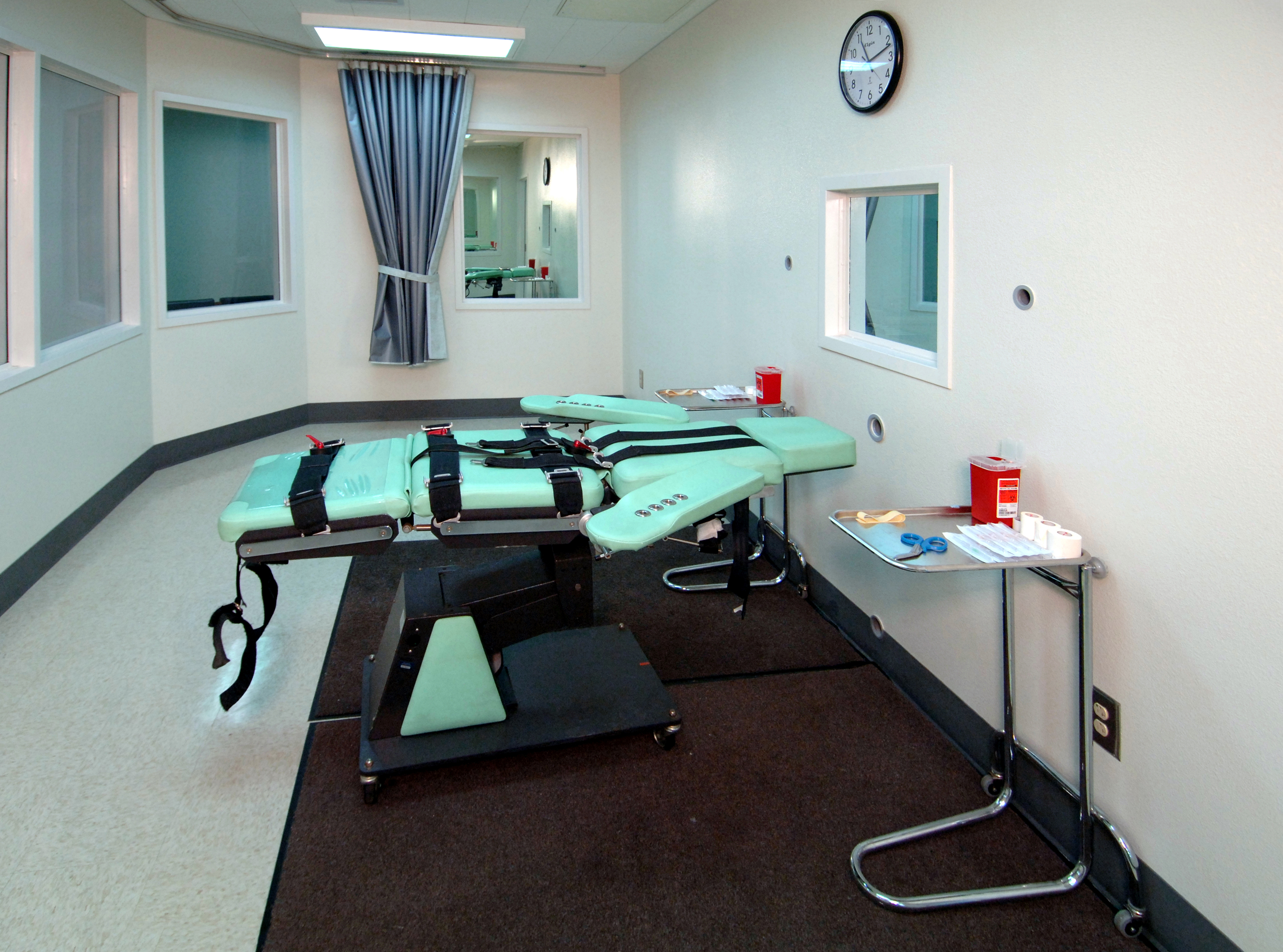
Der Raum für die letale Injektion im San Quentin State Prison

Der Hinzurichtende wird auf einer Liege fixiert und erhält in beide Arme eine Venenverweilkanüle. Von diesen wird nur eine zur Durchführung der Exekution benötigt; die andere dient als Ersatz für den Fall, dass die erste Kanüle unbrauchbar geworden sein sollte. Die verabreichten Medikamente sollen zunächst Bewusstlosigkeit auslösen und anschließend den Tod durch Lähmung der Atemmuskulatur oder durch Depolarisation des Herzmuskels auslösen. 

## Schmerzhaftigkeit
Es wird immer wieder die Frage gestellt, ob die Tötung mit der Giftspritze tatsächlich schmerzlos ist. Das Betäubungsmittel Thiopental-natrium wirkt sehr schnell, aber auch nur für verhältnismäßig kurze Zeit (5–15 Minuten), weshalb die Gefahr besteht, dass der Verurteilte wieder zu Bewusstsein kommen könnte und durch die Wirkung des nachfolgenden Medikaments (Muskelrelaxans) qualvoll erstickt. Veterinärmediziner setzen aus solchen Gründen bei dem Einschläfern von Tieren daher zum Beispiel langwirkende Barbiturate oder auch (S)-Ketamin ein, welches den Vorteil besitzt, auch ohne Muskelrelaxanzien die Atmung aussetzen zu lassen, jedoch gleichzeitig eine analgetische (schmerzstillende) Wirkung besitzt, wodurch es, sollte ein Tier wieder zu Bewusstsein gelangen, keine Schmerzen durch Erstickung erleidet. 
Häufig kommt es außerdem zu technischen Komplikationen: So kann die Einführung der Nadeln Schwierigkeiten bereiten, zum Teil konnten geeignete Venen erst nach einer vollen Stunde zugänglich gemacht werden. Wenn die Venenkanülen von medizinischen Laien gelegt werden, sind Fehllagen häufig. Wird nun dadurch nicht intravenös, sondern subkutan injiziert, so wirkt das Hypnotikum (z. B. Thiopental) wegen seiner langsamen und unvollständigen Resorption aus dem Unterhautgewebe nicht regelrecht, während das Muskelrelaxans durchaus wirksam ist, da es relativ gut und schnell resorbiert wird. Der Delinquent erstickt im schlimmsten Fall bei vollem Bewusstsein an einer Lähmung der Atemmuskulatur. Am Anfang wurde zwischen den Gaben der einzelnen Medikamentenlösungen auf die Ausspülung von Injektionsschlauch und Nadel mit isotonischer Kochsalzlösung verzichtet. Durch Niederschlag, der durch das Aufeinandertreffen der einzelnen Medikamente miteinander auftrat, wurde der Schlauch undurchlässig und die Hinrichtung musste unterbrochen werden.

## Anwendung

### Letale Injektion in den USA
In den USA griff im Februar 1977 der Anästhesist Stanley Deutsch von der Universität Oklahoma den Gedanken der Hinrichtung durch Medikamentengabe auf und schlug die beschriebene Medikamentenkombination vor. Als erster Delinquent wurde Charlie Brooks am 7. Dezember 1982 in Texas nach der neuen Methode hingerichtet. In 32 von 50 Bundesstaaten ist die Giftspritze heute Haupthinrichtungsmethode. Einige Zeit nach der Erstanwendung fand das Verfahren auch außerhalb der USA Anklang. China führte es 1997, Guatemala 1998, die Philippinen 1999 und Thailand 2003 ein. Andere Staaten sehen die Hinrichtung durch die Giftspritze inzwischen gesetzlich vor, haben sie aber in der Praxis nicht übernommen.
Am 12. Juni 2006 entschied der Oberste Gerichtshof der Vereinigten Staaten, dass zum Tode Verurteilte gegen die Hinrichtungsprotokolle von US-Bundesstaaten klagen könnten, wenn diese eine ungewöhnliche und grausame Strafe darstellten und so gegen den 8. Verfassungszusatz verstießen. In Missouri und South Dakota erreichten Häftlinge auf dem Gerichtswege die Einstellung von Hinrichtungen mit der Giftspritze. Dagegen wurden Klagen in Florida, Kentucky und Texas abgelehnt. In den Bundesstaaten Florida und Kalifornien wurde die Hinrichtung durch die Giftspritze am 15. Dezember 2006 ausgesetzt, nachdem ein Verurteilter in Florida über 30 Minuten mit dem Tod gekämpft hatte und qualvoll gestorben war sowie (zufällig am selben Tag) ein kalifornisches Bundesgericht die Methode wegen Zweifel an der Verfassungskonformität vorerst verboten hatte.
Im Fall Baze v. Rees hat der Oberste Gerichtshof der Vereinigten Staaten am 16. April 2008 mit einem Grundsatzurteil die Hinrichtung per tödlicher Injektion für grundsätzlich rechtens erklärt. Die Hinrichtungsart sei keine „grausame und ungewöhnliche Bestrafung“ und verstoße somit nicht gegen den achten Zusatz der amerikanischen Verfassung, wie die Kläger, zwei Todeskandidaten aus Kentucky, geltend gemacht hatten. 
Unmittelbar nach Bekanntgabe des Urteils hob der Gouverneur von Virginia ein seit Herbst geltendes Moratorium für Hinrichtungen auf. Seit mehr als einem halben Jahr war in den USA kein Mensch mehr hingerichtet worden; vor der weiteren Vollstreckung der Todesstrafe hatten die Bundesstaaten das Urteil des Supreme Court abwarten wollen. Das Urteil wurde mit einer klaren Mehrheit von sieben zu zwei Stimmen gefällt. Zuvor hatten Äußerungen der höchsten Richter auf ein gespaltenes Meinungsbild beim Supreme Court hingedeutet. Richter David Souter deutete an, dass niedrigere gerichtliche Instanzen aufgefordert werden könnten, nach schmerzlosen Alternativen zu suchen. Das würde dazu führen, dass Hinrichtungen jahrelang ausgesetzt bleiben würden. Während der konservative Richter Antonin Scalia die Frage stellte, weshalb für die Hinrichtung eines Mörders die „am wenigsten schmerzhafte Methode“ gewählt werden müsse, äußerte der liberale Richter John Paul Stevens, er sei „fürchterlich beunruhigt“ darüber, dass die Giftspritze „qualvolle Schmerzen“ auslösen könne.
Der Hersteller und alleinige Belieferer für US-Justizvollzugsanstalten von Thiopental, die Firma Hospira, hatte 2010 Lieferengpässe und stellte im Januar 2011 die Produktion und den Vertrieb von Thiopental ein, so dass die Hinrichtungen mit der Giftspritze in neun Bundesstaaten zeitweise ausgesetzt bzw. verschoben werden mussten. Im Dezember 2011 trat außerdem eine EU-weite einheitliche Ausfuhrgenehmigungspflicht für Thiopental und alle weiteren kurz- und mittelfristig wirkenden Barbiturate in Kraft, ein Export aus der EU ist seitdem nur noch mit Sondergenehmigung möglich.
Im Januar 2014 wurde erstmals Midazolam in Kombination mit Hydromorphon im US-Bundesstaat Ohio als Hinrichtungsgift anstelle des sonst verwendeten Pentobarbitals verabreicht.
In neueren Publikationen werden auch die Fragen der Rechtmäßigkeit und moralischer Aspekte der Beteiligung der Ärzteschaft an der Hinrichtung durch Giftspritzen diskutiert. Eine Ethikrichtlinie der American Medical Association untersagt Ärzten die aktive Mitwirkung, etwa durch das Legen eines venösen Zugangs.
Im Mai 2016 gab der Pharma-Konzern Pfizer als letzte von 25 Pharmafirmen, deren Substanzen in den USA als Gifte für die Todesstrafe verwendet werden, bekannt, den Verkauf zu diesem Zweck einzustellen.
Seitdem im Jahr 1976 in den USA die Todesstrafe wieder eingeführt wurde, wurden dort 1387 Hinrichtungen per Giftspritze ausgeführt (Stand 2023). Dies sind fast 90 % der insgesamt ausgeführten Hinrichtungen.

### Letale Injektion in der Volksrepublik China
In China soll seit 1997 mit einer bislang geheim gehaltenen Kombination verschiedener Wirkstoffe hingerichtet werden. Die tödlichen Substanzen werden mit einer einzigen Spritze verabreicht, statt wie in den USA üblich als Infusion. Der angeblich schmerzlose Tod soll zwischen 30 und 60 Sekunden nach der Injektion eintreten. Federführend bei der Entwicklung dieses Hinrichtungsverfahrens war das Volksgericht von Kunming. 
Näheres über diese Hinrichtungsmethode ist seitdem nicht in Erfahrung gebracht worden, da solche Informationen in China der staatlichen Geheimhaltung unterliegen. Diese neue angeblich schmerzlose Todesspritze wird von Teilen der Justiz als „ein zu einfacher Tod“ für Verbrecher kritisiert. In Verbindung mit den seit 2003 neu eingesetzten mobilen Hinrichtungsbussen der chinesischen Schnellgerichte wird die Zahl der Hinrichtungen nach Befürchtungen von Amnesty International jedoch noch ansteigen.
Seit 2008 dürfen Todesstrafen in China nur noch mit einer Giftspritze vollstreckt werden.

### Anwendung im Nationalsozialismus
Die Hinrichtung durch die Giftspritze ist in ihrer derzeitigen, oben beschriebenen Form erst seit den achtziger Jahren in den USA im Einsatz. Die Grundidee der tödlichen Injektion ist allerdings schon älter. Im Deutschen Reich wurde sie von Karl Brandt für die Verwendung im Euthanasie-Programm der Nationalsozialisten vorgeschlagen, bei dem sie – neben anderen Methoden – auch genutzt wurde. Außerdem töteten SS-Angehörige im Konzentrationslager Auschwitz kranke und zum Tode verurteilte Häftlinge durch Injektion von Phenol und anderen Giften direkt in den Herzmuskel. Auch im Konzentrationslager Buchenwald wurden im sogenannten „Bunker“, dem Arrestbereich des Lagers, Häftlinge in größerer Zahl mit ähnlichen Injektionen getötet, ebenso im KZ Mauthausen. Ein prominentes Opfer war der frühere Fraktionsvorsitzende der SPD im Reichstag, Ernst Heilmann, der am 3. April 1940 von SS-Hauptscharführer Martin Sommer in Buchenwald mit einer Giftinjektion getötet wurde.